# ドブ川番外地
『ドブ川番外地』（ドブがわばんがいち）は、渡邉安悟監督による日本映画。映画祭等では2018年に上映され、映画館での公開は2021年である。

## ストーリー
将来について何の夢もない高校生・増村辰巳はある日、親友である神代保三を突如自殺で喪う。以来、辰巳はそのショックのあまり誰とも言葉を交わさなくなり、自室に引きこもってしまう。
月日が流れ、すっかり髭が伸びきった辰巳は、ある晩、両親が彼のことを巡って争っている声を聞く。彼の母親が部屋の扉を壊して侵入を試みていることに気付いた辰巳は、意を決し、ついに窓から脱出。５年ぶりに外に飛び出していく。
久しぶりに屋外を出てふらふらとさまよう辰巳。すると、深夜の商店街で、風変わりな人々がリヤカーに死んだ浮浪者・土川士郎をのせて運んでいくところに遭遇する。社会のはみ出し者のような彼らについていくと、空き地で土川の葬式が賑やかに行われていた。しかし、ひょんなことから土川は突如復活。歓声に湧く一同をよそに、土川は辰巳を殴り倒す。
翌朝、目を覚ますと、辰巳は土川によってリヤカーで運ばれていた。土川の住処を訪れた警官に対し、彼は辰巳のことを息子だと紹介する。以来、辰巳は気がつくと土川と一緒に暮らすようになっていく。
土川やスナックのママである雪子、ダンサーのナンシーをはじめとする土川の仲間たち、彼らを見守る警官などと日々を共に過ごすうち、次第に笑顔を取り戻す辰巳。しかし、土川には、浮浪者になる前に将棋棋士だったという過去があった。そして、棋士時代から隠された秘密が明らかになっていく。

## 製作
本作は、渡邉の大阪芸術大学映像学科の卒業制作として製作された。渡邉は、それまでストーリー性がやや希薄な習作短篇を撮ってきたが、改めて「自分はどういう話が撮りたいのだろう」と考え、満を持して作られたのが、本作である。
制作にあたっては、スタッフの多くが大学の同級生や後輩によって構成された。一方、主演の北垣優和も同大学の舞台芸術学科に在学していたが、出演者の多くは主に近畿圏から中心にオーディションで選ばれている。
撮影は2016年の7月から翌1月までと、学生映画としては異例の長期間に及んだ。ロケは、大阪の西成地区を中心に行われた。

## 上映
本作は2019年、第27回レインダンス映画祭の新人監督コンペティション部門でノミネートされた。
その他、カメラジャパン・フェスティバル2019やAsian Pop-Up Cinema 2020 Season 11でも上映されている。
2021年7月10日には、池袋シネマロサにて二週間のレイトショー上映が行われた。

## 評価
『カメラを止めるな!』や園子温作品などを日本国外に紹介したことでも知られるイギリスの配給会社サードウィンドウフィルムズのプロデューサー、アダム・トレルは、「2018年の日本映画ベスト10」で3位に選出。2021年の上映に際しては、「公開できるまでに時間がかかったけど2018年に初めて観た時に自分の年間の日本映画ベスト10に選んだ。そこから何年も経ってるけど未だにインパクトが残ってる。あんなに若い監督のデビュー作で信じられない。かなりユニークな映画でめっちゃ面白い。」とコメントしている。
渡邉が大阪芸術大学時代に師事した大森一樹は本作をダンテの神曲になぞらえ、「引きこもりの若者が地獄に落ち、煉獄を経て天国に至る物語」だと指摘。「膨大な数の登場人物が異境のロケーションで繰り広げる摩訶不思議な世界は、映像戯曲といってもいい」と評価した。
一方、東京芸術大学大学院で渡邉を指導した黒沢清は「アチャラカなようで、ふと哀愁が漂い、コテコテのようで、妙にニヒリステックな、まことに複雑で油断のならない映画だ。渡邉監督がいたって静かで誠実な人物であるだけに、これは何かのワナなのかもしれない」と、その人柄と作風を比較した。
同じく大学院で指導していた諏訪敦彦は、「映画とはカーニバルだ。そこではあらゆるヒエラルキーが取り払われ、無礼で自由な人間が力を持つ。世界から追いやられていたものたちが蘇生し、血を吐き、火を放ち、ズブ濡れになって叫び、殴りながら手を繋ぎ、笑いながら泣く。死者さえも蘇るそのあべこべの世界(＝映画)。そこでなら私も生きてゆけるかもしれない、と映画館の暗闇の中で救われた孤独な魂が、また新たなカーニバルを始めるだろう」と、本作のエネルギッシュな表現を評した。

## キャスト
- 増村辰巳[5] - 北垣優和
- 土川士郎 - 藤田尚弘
- 警官 - 笠野龍男
- 雪子 - 真弓
- ナンシー - 吉良雪花
- 馬場馬太郎 - 石上亮（現：石神リョウ）
- 神代保三[5] - 宮崎純平
- ヤブ医者 - ひと：みちゃん
- 偽ナース - 上村いずみ

## スタッフ
- 監督・編集 - 渡邉安悟
- 脚本 - 宮崎純平、渡邉安悟
- 撮影 - 中條航
- 美術 - 宮崎純平、畠智哉
- 照明 - 新甫悠祐
- 録音 - 浦川みさき
- 整音 - 木村健太郎、浦川みさき
- 衣装 - 久木山ひかり、池本陽海
- 音楽 - 前田佳祐、松石ゲル
- 助監督 - 鳴瀬聖人、山田玄徳
- 制作 - 小川真穂、山田唯弦

## 受賞歴
- 第27回レインダンス映画祭 新人監督コンペティション部門 ノミネート
- カメラジャパン・フェスティバル2019 上映
- Asian Pop-Up Cinema 2020 Season 11 オンライン上映
- カナザワ映画祭2018「期待の新人監督」入選
- 第4回湖畔の映画祭 長編コンペティション部門 入選
- 第19回TAMA NEW WAVE コンペティション ノミネート
- 福井映画祭12TH 長編部門 入選
- 第5回No Limit 映画祭 入選
- 第15回JCF学生映画祭 学生映画アワード部門 長編グランプリ
- 第5回新人監督映画祭 フォアキャスト部門 入選
- 第30回東京学生映画祭 東学祭コンペティション部門 入選
- うえだ城下町映画祭 第17回自主制作映画コンテスト 入選
- 「Third Window Films」選出日本映画ベストテン 第3位 [6]